# Royan
Royan je grad u Francuskoj, u departmanu Charente-Maritime. U njemu živi oko 17 102 stanovnika (prema popisu iz 1999.).
Dijelom je turističke rivijere Côte de Beauté.
|  | Portal Francuske – Pristup člancima s tematikom o Francuskoj. |